# Wim Jansen
Wim Jansen (født 28. oktober 1946, død 25. januar 2022) var en hollandsk fodboldspiller.

## Hollands fodboldlandshold
| Hollands landshold | Hollands landshold | Hollands landshold |
| År                 | Kmp                | Mål                |
| ------------------ | ------------------ | ------------------ |
| 1967               | 3                  | 0                  |
| 1968               | 5                  | 1                  |
| 1969               | 3                  | 0                  |
| 1970               | 5                  | 0                  |
| 1971               | 5                  | 0                  |
| 1972               | 1                  | 0                  |
| 1973               | 1                  | 0                  |
| 1974               | 11                 | 0                  |
| 1975               | 4                  | 0                  |
| 1976               | 5                  | 0                  |
| 1977               | 4                  | 0                  |
| 1978               | 12                 | 0                  |
| 1979               | 5                  | 0                  |
| 1980               | 1                  | 0                  |
| Total              | 65                 | 1                  |